# Empire Awards per il miglior attore
Gli Empire Awards per il miglior attore sono un riconoscimento cinematografico britannico, votato dai lettori della rivista Empire. Il premio viene consegnato annualmente dal 1996.

## Vincitori e candidati
I vincitori sono indicati in grassetto.

### 1990
- 1996
  - Nigel Hawthorne - La pazzia di Re Giorgio (The Madness of King George)

- 1997
  - Morgan Freeman - Seven

- 1998
  - Kevin Spacey - L.A. Confidential

- 1999
  - Tom Hanks - Salvate il soldato Ryan (Saving Private Ryan)
  - Matt Damon - Will Hunting - Genio ribelle (Good Will Hunting)
  - Jim Carrey - The Truman Show
  - Samuel L. Jackson - Jackie Brown
  - Jeff Bridges - Il grande Lebowski (The Big Lebowski)

### 2000
- 2000
  - Pierce Brosnan - Il mondo non basta (The World Is Not Enough)

- 2001
  - Russell Crowe - Il gladiatore (Gladiator)
  - Kevin Spacey - American Beauty
  - John Cusack - Alta fedeltà (High Fidelity)
  - Jim Carrey - Il Grinch (Dr. Seuss' How the Grinch Stole Christmas)
  - George Clooney - Fratello, dove sei? (O Brother, Where Art Thou?)

- 2002
  - Elijah Wood - Il Signore degli Anelli - La Compagnia dell'Anello (Lord of the Rings: The Fellowship of the Ring)
  - Haley Joel Osment - A.I. - Intelligenza artificiale (A.I. Artificial Intelligence)
  - Viggo Mortensen - Il Signore degli Anelli - La Compagnia dell'Anello (Lord of the Rings: The Fellowship of the Ring)
  - Billy Bob Thornton - L'uomo che non c'era (The Man Who Wasn't There)
  - Benicio del Toro - Traffic

- 2003
  - Tom Cruise - Minority Report
  - Mike Myers - Austin Powers in Goldmember
  - Viggo Mortensen - Il Signore degli Anelli - Le due torri (The Lord of the Rings: The Two Towers)
  - Colin Farrell - Minority Report
  - Tom Hanks - Era mio padre (Road to Perdition)

- 2004
  - Johnny Depp - La maledizione della prima luna (Pirates of the Caribbean: The Curse of the Black Pearl)
  - Daniel Day-Lewis - Gangs of New York
  - Sean Astin - Il Signore degli Anelli - Il ritorno del re (The Lord of the Rings: The Return of the King)
  - Viggo Mortensen - Il Signore degli Anelli - Il ritorno del re (The Lord of the Rings: The Return of the King)
  - Hugh Jackman - X-Men 2 (X2)

- 2005
  - Matt Damon - The Bourne Supremacy
  - Tom Cruise - Collateral
  - Jim Carrey - Se mi lasci ti cancello (Eternal Sunshine of the Spotless Mind)
  - Johnny Depp - Neverland - Un sogno per la vita (Finding Neverland)
  - Tobey Maguire - Spider-Man 2

- 2006
  - Johnny Depp - La fabbrica di cioccolato (Charlie and the Chocolate Factory)
  - Christian Bale - Batman Begins (Batman Begins)
  - Matt Dillon - Crash - Contatto fisico (Crash)
  - Viggo Mortensen - A History of Violence
  - Andy Serkis - King Kong

- 2007
  - Daniel Craig - Casino Royale)
  - Sacha Baron Cohen - Borat - Studio culturale sull'America a beneficio della gloriosa nazione del Kazakistan (Borat: Cultural Learnings of America for Make Benefit Glorious Nation of Kazakhstan)
  - Leonardo DiCaprio - The Departed - Il bene e il male (The Departed)
  - Johnny Depp - Pirati dei Caraibi - La maledizione del forziere fantasma (Pirates of the Caribbean: Dead Man Chest)
  - Christian Bale - The Prestige

- 2008
  - James McAvoy - Espiazione (Atonement)
  - Gerard Butler - 300
  - Daniel Radcliffe - Harry Potter e l'Ordine della Fenice (Harry Potter and the Order of the Phoenix)
  - Simon Pegg - Hot Fuzz
  - Matt Damon - The Bourne Ultimatum - Il ritorno dello sciacallo (The Bourne Ultimatum)

- 2009
  - Christian Bale - Il cavaliere oscuro (The Dark Knight)
  - Robert Downey Jr. - Iron Man
  - Daniel Craig - Quantum of Solace
  - Johnny Depp - Sweeney Todd - Il diabolico barbiere di Fleet Street (Sweeney Todd: The Demon Barber of Fleet Street)
  - Daniel Day-Lewis - Il petroliere (There Will Be Blood)

### 2010
- 2010
  - Christoph Waltz - Bastardi senza gloria (Inglourious Basterds)
  - Sir Michael Caine - Harry Brown
  - Robert Downey Jr. - Sherlock Holmes
  - Robert Pattinson - The Twilight Saga: New Moon
  - Sam Worthington - Avatar

- 2011
  - Colin Firth - Il discorso del re (The King's Speech)
  - Aaron Taylor-Johnson - Kick-Ass
  - James Franco - 127 ore (127 Hours)
  - Jesse Eisenberg - The Social Network
  - Leonardo DiCaprio - Inception

- 2012
  - Gary Oldman - La talpa (Tinker Tailor Soldier Spy)
  - Daniel Craig - Millennium - Uomini che odiano le donne (The Girl with the Dragon Tattoo)
  - Ryan Gosling - Drive
  - Daniel Radcliffe - Harry Potter e i Doni della Morte - Parte 2 (Harry Potter and the Deathly Hallows - Part 2)
  - Andy Serkis - L'alba del pianeta delle scimmie (Rise of the Planet of the Apes)

- 2013
  - Martin Freeman - Lo Hobbit - Un viaggio inaspettato (The Hobbit: An Unexpected Journey)
  - Christoph Waltz - Django Unchained
  - Daniel Day-Lewis - Lincoln
  - Daniel Craig - Skyfall
  - Robert Downey Jr. - The Avengers

- 2014
  - James McAvoy - Filth
  - Chiwetel Ejiofor - 12 anni schiavo (12 Years a Slave)
  - Leonardo DiCaprio - The Wolf of Wall Street
  - Martin Freeman - Lo Hobbit - La desolazione di Smaug (The Hobbit: The Desolation of Smaug)
  - Tom Hanks - Captain Phillips - Attacco in mare aperto (Captain Phillips)

- 2015[1]
  - Andy Serkis - Apes Revolution - Il pianeta delle scimmie (Dawn of the Planet of the Apes)
  - Benedict Cumberbatch - The Imitation Game
  - Eddie Redmayne - La teoria del tutto (The Theory of Everything)
  - Bradley Cooper - American Sniper
  - Richard Armitage - Lo Hobbit - La battaglia delle cinque armate (The Hobbit: The Battle of the Five Armies)

- 2016[2]
  - Matt Damon - Sopravvissuto - The Martian (The Martian)
  - Leonardo DiCaprio - Revenant - Redivivo (The Revenant)
  - Michael Fassbender - Macbeth
  - Tom Hardy - Legend e Mad Max: Fury Road
  - Michael B. Jordan - Creed - Nato per combattere (Creed)

- 2017[3]
  - Eddie Redmayne - Animali fantastici e dove trovarli (Fantastic Beasts and Where to Find Them)
  - Ryan Gosling - La La Land
  - Casey Affleck - Manchester by the Sea
  - Ryan Reynolds - Deadpool
  - Benedict Cumberbatch - Doctor Strange
- 2018[4]
  - Hugh Jackman - Logan: The Wolverine (Logan)
  - John Boyega - Star Wars: Gli ultimi Jedi (Star Wars: The Last Jedi)
  - Armie Hammer - Chiamami col tuo nome (Call Me by Your Name)
  - Gary Oldman - L'ora più buia (Darkest Hour)
  - Andy Serkis - The War - Il pianeta delle scimmie (War for the Planet of the Apes)